# Фэрроу, Джон
Джон Ви́льерс Фэ́рроу (англ. John Villiers Farrow; 10 февраля 1904, Марриквилл — 27 января 1963, Беверли-Хиллз, Калифорния, США) — американский кинорежиссёр и сценарист австралийского происхождения. Также изредка выступал как кинопродюсер и киноактёр, автор нескольких книг. Кавалер Ордена Британской империи (1953) и Ордена Святого Гроба Господнего Иерусалимского.

## Биография
Джон Вильерс Фэрроу (крещён как Джек) родился 10 февраля 1904 года в Сиднее, Австралия, в семье портных Джозефа Фэрроу и Люси Фэрроу (в девичестве — Сэвидж; ум. 1907). В 1908 году его отец женился повторно, от этого брака в 1912 году родилась единокровная сестра Джона (мачеха скончалась родами). Оставив детей на попечение своей матери и сестры, Джозеф в 1915-16 годах служил в армии.
Джон обучался в Newtown Public School, а позднее, с февраля 1917 года по июнь 1918 года, в Fort Street High School. После окончания учебных заведений Джон начал заниматься бухгалтерским делом, но вскоре, по его словам, «покинул Австралию на американской баркентине, прошёл весь Тихий океан, участвовал в революциях в Никарагуа и Мексике». Достигнув, наконец, США, Джон поступил в Jesuits' St Ignatius College (Университет Сан-Франциско) в 1923 году, но едва проучился там один месяц. В течение ещё четырёх лет Джон ходил по Южным морям с известным режиссёром-документалистом Робертом Флаэрти.
В 1927 году Джон вернулся в США и начал работу в Голливуде как консультант по морским сценам. К тому времени он уже получил скромную известность как поэт и автор нескольких рассказов. Джон начинал работать на студию DeMille Productions, затем Paramount Pictures Inc., RKO Radio Pictures Inc.. В 1933 году Джон был арестован по обвинению в нарушении миграционного законодательства и получил пять лет испытательного срока.
В 1935 году Джон начал работать на кинокомпанию Metro-Goldwyn-Mayer, написал несколько ключевых сцен для фильма «Спасение Тарзана» и был назначен его режиссёром, но в итоге был замещён другими кинематографистами из-за проблем с цензурой.
Несмотря на контракт с RKO Radio Pictures Inc. служил в армии во время Второй мировой войны с марта 1940 года по начало 1942 в войсках англ. Royal Canadian Naval Volunteer Reserve (Канадский морской резерв).
В 1947 году смог наконец-то получить американское гражданство, и примерно с этого времени «переключился» на создание входящих в моду в то время лент в стиле нуар.
Джон Фэрроу скоропостижно скончался от инфаркта миокарда 27 января 1963 года, похоронен на кладбище Святого Креста в Калвер-Сити, Калифорния. Имеет две звезды на Аллее славы, 6300 и 6304, Голливудский бульвар.

### Личная жизнь
На съёмках «Спасения Тарзана» Джон познакомился со своей будущей женой, Морин О’Салливан, с которой прожил больше 26 лет, с 12 сентября 1936 года до самой своей смерти. Ради этого брака Джон развёлся со своей первой женой, Фелицией, принял католическую веру, а самой Морин пришлось получать разрешение на брак от папы римского.
Джон и Морин родили и воспитали семерых детей:
- дочери: Миа (актриса, род. 1945), Прюденс[англ.] (писательница, кинопродюсер и преподавательница медитации, род. 1948), Стефани (актриса, род. 1949) и Тиса[англ.] (актриса, род. 1951);
- сыновья: Майкл Намьен (1939—1958), Патрик Джозеф (1942—2009) и Джон Чарльз (род. 1946).

## Избранная фильмография

### Режиссёр
- 1937 — Запад Шанхая / англ. West of Shanghai
- 1937 — Она любила пожарного / англ. She Loved a Fireman
- 1938 — Невидимая угроза / англ. The Invisible Menace
- 1938 — Мой Билл / англ. My Bill
- 1939 — Святой наносит ответный удар / англ. The Saint Strikes Back
- 1939 — Женское общежитие / Sorority House
- 1939 — Пятеро вернувшихся назад / англ. Five Came Back
- 1939 — Полное признание / англ. Full Confession
- 1942 — Остров Уэйк / Wake Island
- 1942 — Коммандос атакуют на рассвете / англ. Commandos Strike at Dawn
- 1943 — Китай / China
- 1944 — Банда Гитлера / англ. The Hitler Gang
- 1945 — Ты вернулся / англ. You Came Along
- 1946 — Два года в матросах / Two Years Before the Mast
- 1947 — Калькутта / Calcutta
- 1948 — Большие часы / The Big Clock
- 1948 — У ночи тысяча глаз / Night Has a Thousand Eyes
- 1949 — Псевдоним Ник Бил / Alias Nick Beal
- 1949 — Красный, горячий и синий / Red, Hot and Blue
- 1950 — Где живёт опасность / Where Danger Lives
- 1950 — Медный каньон / Copper Canyon
- 1951 — Женщина его мечты / His Kind of Woman
- 1951 — Подводная команда / англ. Submarine Command
- 1953 — Ботани-Бей / Botany Bay
- 1953 — Отважные противники / англ. Ride, Vaquero!
- 1953 — Хондо / Hondo
- 1955 — Морская погоня англ. The Sea Chase
- 1956 — Из вечности / англ. Back from Eternity
- 1956 — Вокруг света за 80 дней / Around the World in 80 Days
- 1957 — Грешная жена / англ. The Unholy Wife
- 1959 — Джон Пол Джонс / John Paul Jones

### Сценарист
- 1928 — На прекрасном голубом Дунае / The Blue Danube
- 1928 — Леди мафии / Ladies of the Mob
- 1928 — Женщина из Москвы / The Woman from Moscow
- 1928 — Три уикенда / Three Weekends
- 1929 — Четыре пера / The Four Feathers
- 1930 — Плохой одиночка / англ. The Bad One
- 1935 — Мятеж на «Баунти» / Mutiny on the Bounty (в титрах не указан)
- 1936 — Спасение Тарзана / англ. Tarzan Escapes (автор нескольких ключевых сцен, но в титрах не указан)
- 1949 — Красный, горячий и синий / Red, Hot and Blue
- 1953 — Отважные противники / англ. Ride, Vaquero! (в титрах не указан)
- 1956 — Вокруг света за 80 дней / Around the World in Eighty Days
- 1959 — Джон Пол Джонс / John Paul Jones

### Актёр
- 1942 — Коммандос атакуют на рассвете / англ. Commandos Strike at Dawn — офицер флота Великобритании (в титрах не указан)
- 1953 — Король Хайберского полка / King of the Khyber Rifles — капрал Стюарт (в титрах не указан)
- 1955 — Сорокопут / The Shrike — англичанин (в титрах не указан)

### Продюсер
- 1951 — Женщина его мечты / His Kind of Woman
- 1951 — Подводная команда / англ. Submarine Command — сопродюсер, в титрах не указан
- 1955 — Морская погоня англ. The Sea Chase
- 1956 — Из вечности / англ. Back from Eternity
- 1957 — Безобразная жена / англ. The Unholy Wife

## Награды и номинации[3]
- 1942 — англ. New York Film Critics Circle Awards за лучшую режиссуру, «Остров Уэйк» — победа.
- 1943 — Оскар за лучшую режиссуру, «Остров Уэйк» — номинация.
- 1957 — Оскар за лучший адаптированный сценарий, «Вокруг света за 80 дней» — победа.
- 1957 — англ. Writers Guild of America Award за лучший сценарий американской комедии, «Вокруг света за 80 дней» — победа.